# 穆利亚

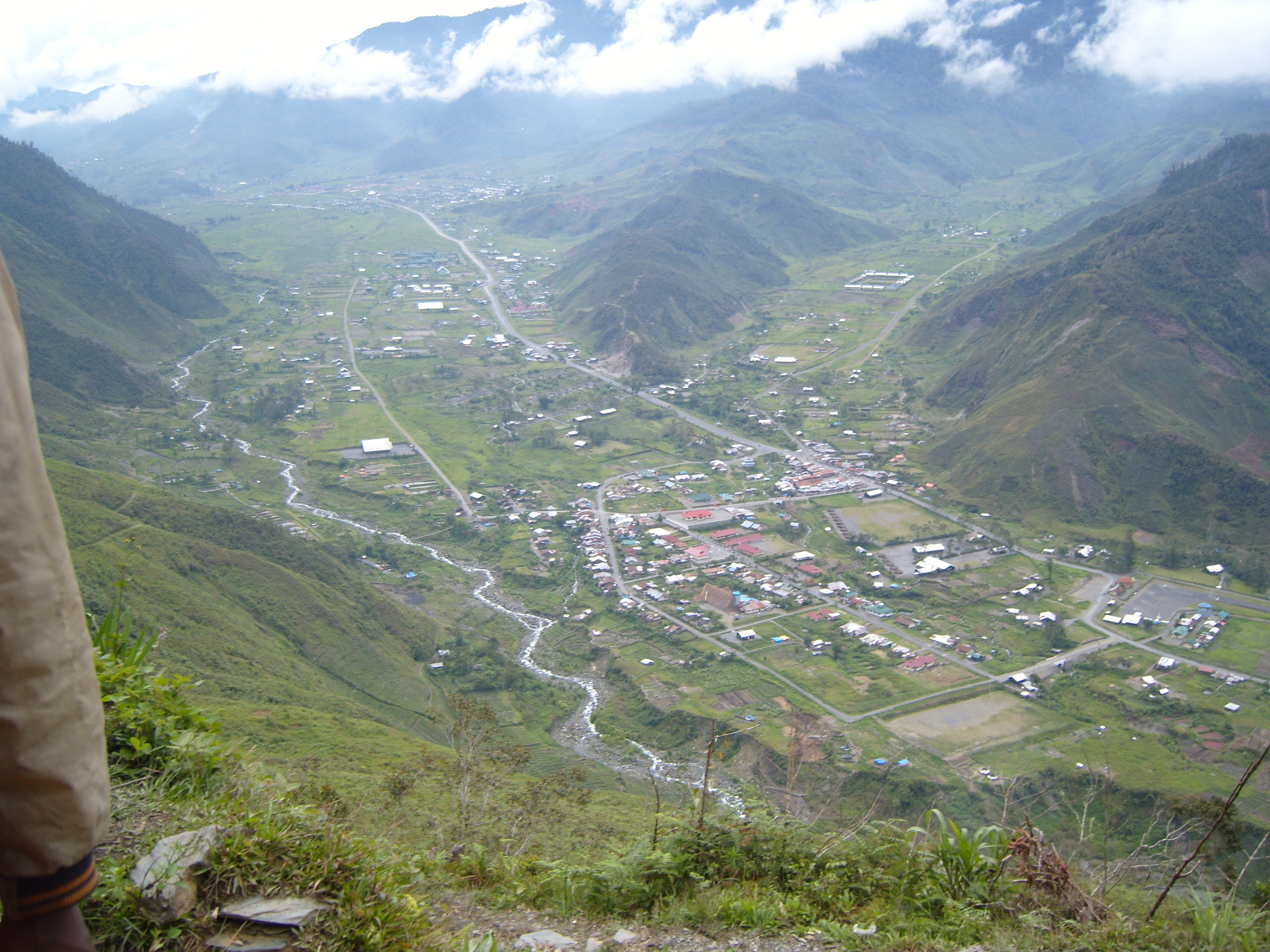
穆利亚城区

穆利亚（Mulia）也称为哥打穆利亚（Kotamulia）（Kota在印尼语中为城市之意）是印度尼西亚巴布亚省的一个城镇，是查亚峰县的行政中心。2010年普查，穆利亚区（印尼语：Distrik Mulia）人口共22,278。城镇地处毛克山脉深处，群山环绕，有一座小机场。

## 资料来源
1. ↑  Biro Pusat Statistik, Jakarta, 2011.